# Georg Otto Angerer
Georg Otto Angerer (* 15. Februar 1893 in Seebach; † 28. März 1951 in Speyer), oft Otto Angerer genannt, war ein deutscher Politiker (NSDAP).

## Leben
Angerer wuchs als Sohn eines Forstverwalters zunächst in Seebach, dann in Germersheim auf. Nach der Volksschule und dem Gymnasium trat er in die Württembergische Armee ein und wurde 1912 Fahnenjunker im 9. Württembergischen Infanterie-Regiment Nr. 127, das in Ulm stationiert war. 1914 wurde er Offizier an der Kriegsschule Hannover. Am Ersten Weltkrieg nahm er zuletzt als Brigadeadjutant teil und wurde im März 1918 als Oberleutnant aus dem Militärdienst entlassen. Er arbeitete danach als Gutsverwalter und übernahm 1927 das Familiengeschäft, eine Wild- und Fischhandlung in Germersheim.
Zum 1. April 1931 trat er der NSDAP bei (Mitgliedsnummer 463.866), kurz darauf der SA, in der er später den Rang eines Standartenführers z. V. der Brigade 51 in Neustadt an der Haardt bekleidete, zudem war er Sonderkommissar in Germersheim. Von Juni 1924 bis 1936 war er Gauinspektor des Gaus Rheinpfalz und zuständig für Neustadt und Landstuhl. Von 1936 bis 1945 war er ehrenamtlicher Bürgermeister von Germersheim, Lingenfeld und Westheim.
Im September 1940 wurde er Bürgermeister der Stadt Saargemünd. Im Mai 1942 wurde er jedoch abgesetzt, weil er eine Lothringerin vor der Ausweisung schützen wollte. In Lothringen war er von 1941 bis Kriegsende zudem Gaujägermeister. Ab dem 15. Dezember 1942 wurde er jedoch wieder als Gauinspektor der Westmark eingesetzt.
Nach dem Zweiten Weltkrieg wurde er in Germersheim verhaftet und in Wörth am Rhein interniert. Die Spruchkammer I von Neustadt entfernte ihn als „Belasteten“ aus dem öffentlichen Dienst. Nach der Revision des Verfahrens wurde er am 28. März 1950 von der Spruchkammer II als „Minderbelasteter“ entnazifiziert.
Ende 2009 wurde im Germersheimer Stadthaus eine Galerie mit Fotos der ehemaligen Bürgermeister von Germersheim installiert. Auf einem davon war Angerer in NS-Uniform abgebildet. Dies führte zu einer Debatte um den Sinn des Bildes und den Umgang mit der stadtgeschichtlichen Vergangenheit. 2011 wurde dem Bild von Angerer und dem seines Amtsvorgängers Fritz Wolf ein Kommentar beigefügt, der sich auf die nationalsozialistische Vergangenheit der Stadt bezieht.